# Emma Sullivan
Emma Sullivan (...) è una regista britannica.

## Biografia
Emma Sullivan si è laureata presso la National Film and Television School, dove ha conseguito una borsa di studio della David Lean Foundation per il suo Master in Regia, si è inoltre laureata in Belle Arti presso il Central Saint Martins e un Master in Comunicazione, Arte e Design presso il Royal College of Art di Londra.

## Filmografia

### Cinema
- Nut? - cortometraggio (2004)
- Walking to Nairobi - cortometraggio (2005)
- After Tomorrow - cortometraggio (2009)[3]
- Find Your Feet - cortometraggio (2014)
- The Stick: The Screenwriter's Revenge - cortometraggio (2017)
- The Hole - cortometraggio (2017)
- Gone (After Lysistrata) - cortometraggio (2018)

### Televisione
- Doctors - soap opera, 15 puntate (2012-2015)
- Holby City - serie TV, 2 episodi (2013)
- 4 O'Clock Club - serie TV, 4 episodi (2017)
- L'amore e la vita - Call the Midwife (Call the Midwife) - serie TV, episodio 7x06 (2018)
- Testimoni silenziosi (Silent Witness) - serie TV, 2 episodi (2019)
- Doctor Who - serie TV, 2 episodi (2020)[4]
- The Watch - serie TV, 3 episodi (2021)
- One Piece - serie TV, 2 episodi (2023)[5]